# Avari
Avari nebo též Temní elfové jsou jedna ze skupin elfů objevujících se ve fiktivním světě britského spisovatele J. R. R. Tolkiena. Dějiny Avari, podobně jako raná historie ostatních elfských národů, jsou popsány v Tolkienově knize Silmarillion.

## Jméno
Pojmenování Avari znamenající v quenijštině Neochotní nebo Odmítající si vysloužili při prvním dělení elfů, kdy odmítli Oromëho pozvání do Valinoru a zůstali ve Středozemi. Jako Moriquendi nebo také Temní elfové bývají souhrnně označováni všichni elfové, kteří nespatřili světlo Dvou valinorských stromů, tedy jak všichni Avari, tak také ti Eldar, kteří do Amanu nedorazili (Úmanyar).

## Popis
Avari, kteří nikdy nepohlédli na světlo valinorských stromů nedosahovali takové spanilosti a úrovně zručnosti jako Eldar. I přesto se v prvním věku stali učiteli Otců lidí na jejich obtížné pouti do Beleriandu.

## Dělení Avari
V jazycích Avari bývají rozlišovány tři velké jazykové skupiny. Severní, východní a západní skupina, která je nejvíce podobná jazykům Eldar. Samotní Avari se dělili do nesčetného množství kmenů, jimž vládli kmenoví náčelníci. Je známo šest kmenů, které sami sebe označovaly jako Kindi, Cuind, Hwenti, Windan, Kinn-lai a Penni, tedy zkomolením původního slova Quendi - elfové.

## Dějiny
Po svém procitnutí žili nějaký čas všichni elfové v okolí jezera Cuiviénen. Po první porážce Melkora v bitvě mocností vzal Vala Oromë po poradě s ostatními Valar tři zástupce ze tří klanů Quendi do Valinoru a ukázal jim záři Dvou stromů. Po svém návratu k Jezeru probuzení pak tito vyslanci Ingwë, Finwë a Elwë přesvědčili většinu svých příbuzných k cestě za světlem na západě. Neochotní (část druhého a třetího klanu), kteří výzvu Valar odmítnuli a raději zůstali ve Středozemi ozářené hvězdami, byli pojmenováni Avari. Po odchodu Eldar se rozptýlili na obrovské ploše Středozemě a nadále žili v roztroušených kmenech. Na mnoha místech se smísili s Nandor a jako Lesní elfové obývali mimo jiné Temný hvozd a Lothlórien.
Pro lidi, kteří procitnuli v prvním slunečním věku, byli Avari prvními mluvícími bytostmi, se kterými se setkali. Právě Avari se stali prvními učiteli lidí, kteří od nich získali mnoho poznání.
Když se Sindar poprvé setkali se skřety, mysleli si, že se jedná o Avari, kteří v divočině zpustli a obrátili se ke zlu. Jediným známým Temným elfem, který vstoupil do příběhů Eldar, se stal Eöl, který unesl a vzal si za ženu Fingolfinovu dceru Aredhel.
Ve čtvrtém věku Avari podobně jako ostatní elfové, kteří zůstali ve Středozemi, postupně vyblednuli a uvolnili místo pro panování lidí.